# رفیق بوبکر
رفیق بوبکر (زاده ۱۲ مارس ۱۹۷۳) هنرپیشهٔ اهل مراکش است. او در برخی از فیلم‌های موفق سینمای مراکش مانند «جاده‌ای به کابل»، «فرشتگان شیطان»، «صفر» و «کلاس ۸» نقش‌آفرینی کرده‌است.

## فیلم‌شناسی
- ترانه‌های حاج مختار صولدی (۲۰۰۰)[۲]
- یک خانوادهٔ بسیار محترم (۲۰۰۵)
- محلهٔ پشتی (۲۰۰۶)
- عروسة عالله (۲۰۱۰)
- ولگردهای ابیض (۲۰۱۱)
- الحیانی (مجموعهٔ تلویزیونی) (۲۰۱۲)
- جاده‌ای به کابل (۲۰۱۲)[۳]
- ۳۰ میلیون (۲۰۲۰)[۲]

## اتهام توهین به اسلام
در ماه مه سال ۲۰۲۰ ویدئویی از بوبکر منتشر شد که در آن امامان جماعت مساجد را خطاب قرار می‌داد و از آن‌ها دعوت می‌کرد با ویسکی و ودکا وضو بگیرند. بوبکر در آن ویدئو (که به‌نظر می‌رسید بر اثر نوشیدن مشروبات الکلی مَست است) همچنین از محاسن الکل برای «ارتباط با خدا» سخن می‌گفت. پس از واکنش گستردهٔ کاربران شبکه‌های اجتماعی، بوبکر سریعاً با انتشار ویدئویی دیگر، بابت آن حرف‌ها عذرخواهی کرد و تصدیق کرد که در زمان ضبط ویدئوی اول، در «وضعیت عادی» نبوده‌است. با این‌حال در ۲۶ مه، او به‌خاطر آن ویدئو توسط پلیس مراکش بازداشت شد. ادارهٔ کل امنیت ملی مراکش، در توجیه بازداشت بوبکر اعلام کرد که «چندین شکایت از سوی چند شهروند دریافت کرده که گشایش یک پروندهٔ قضایی در این زمینه را ضروری کرده‌است». بوبکر یک روز بعد با سپردن وثیقه آزاد شد، اما در صورت محکومیت، با مجازات شش ماه الی دو سال حبس و جریمهٔ ۲۰ الی ۲۰۰ هزار درهمی روبرو خواهد شد.